# Ahmet Karataş
Ahmet Karataş (ur. 31 marca 1991) – turecki siatkarz, reprezentant kraju, grający na pozycji libero. 

## Sukcesy klubowe
Mistrzostwo Turcji:
- 2019
- 2017, 2021
- 2012, 2016

Superpuchar Turcji:
- 2017, 2020

Puchar Turcji:
- 2019

## Sukcesy reprezentacyjne
Mistrzostwa Świata U-23:
- 2015